# Castle Northwich
Castle Northwich var en civil parish från 1866 till 1894 då den blev en del av Northwich, i grevskapet Cheshire, i England. Civil parish hade 2 386 invånare år 1891.